# Žďár (Kaplice)
Žďár je malá vesnice, část města Kaplice v okrese Český Krumlov. Nachází se asi 2 km na sever od Kaplice. Je zde evidováno 22 adres.
Žďár leží v katastrálním území Žďár u Kaplice o rozloze 6,11 km². V katastrálním území Žďár u Kaplice leží i Hubenov.

## Historie
První písemná zmínka o vesnici pochází z roku 1358.

## Další fotografie

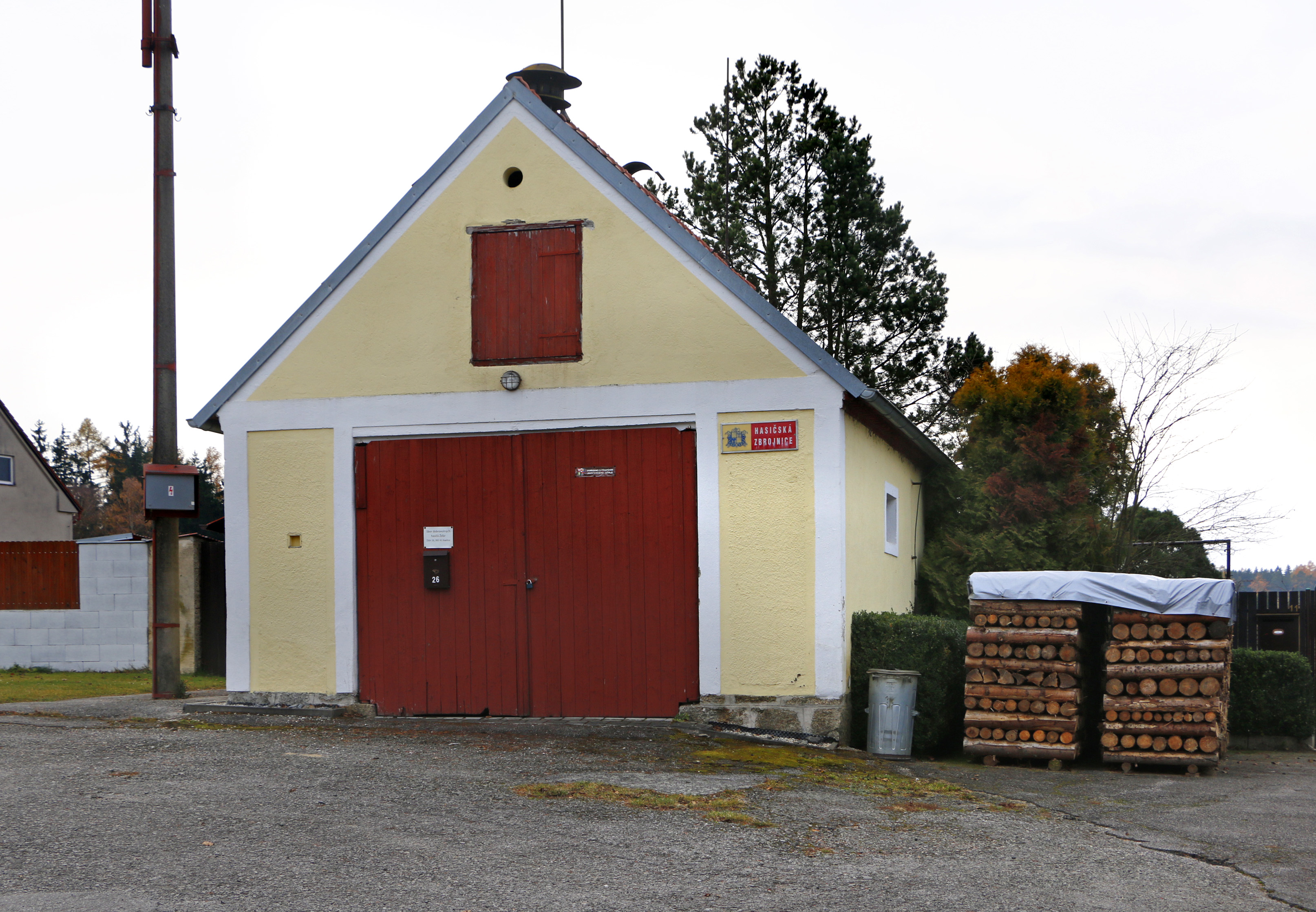
Stará hasičárna
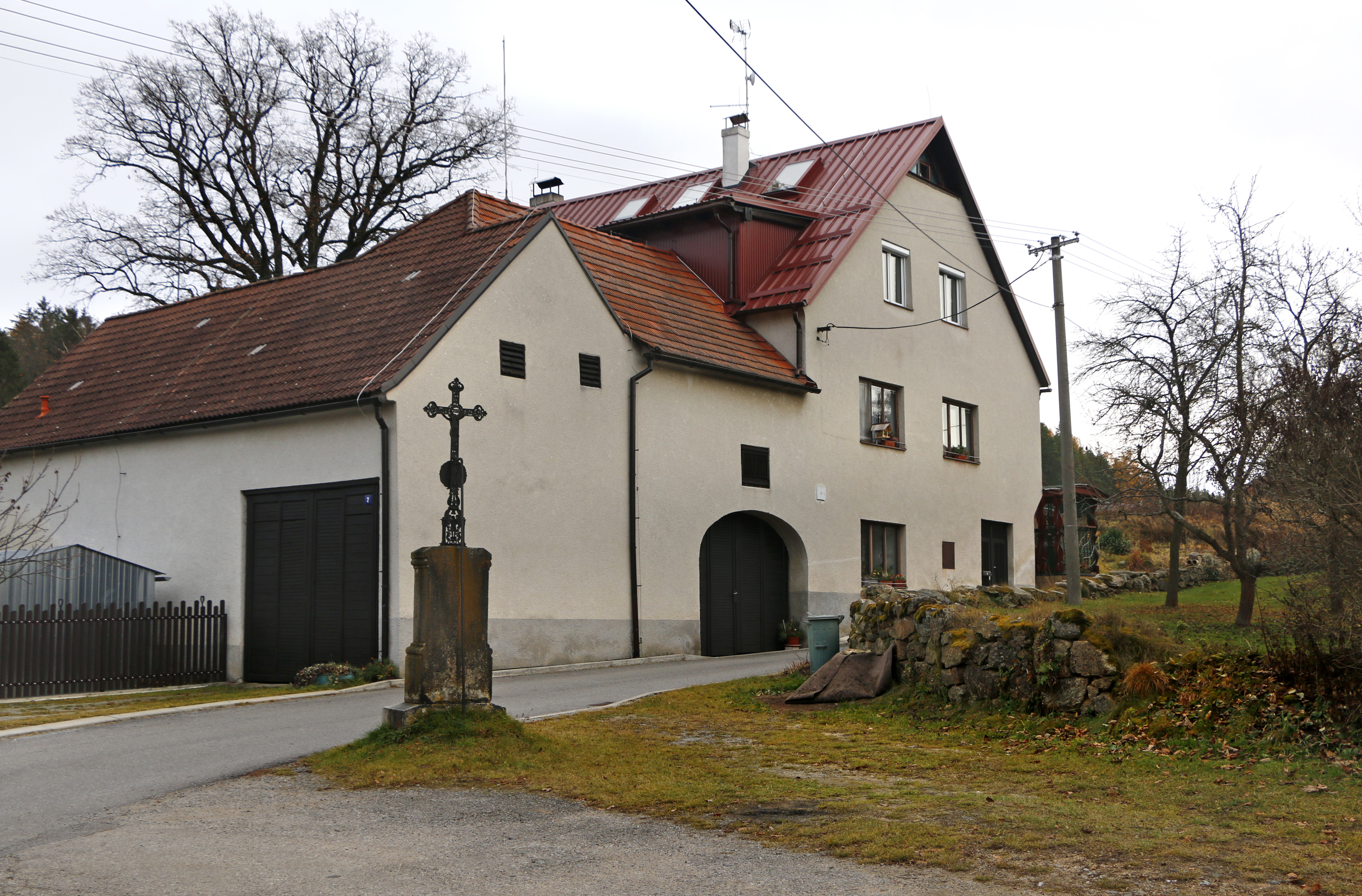
Dům čp. 2
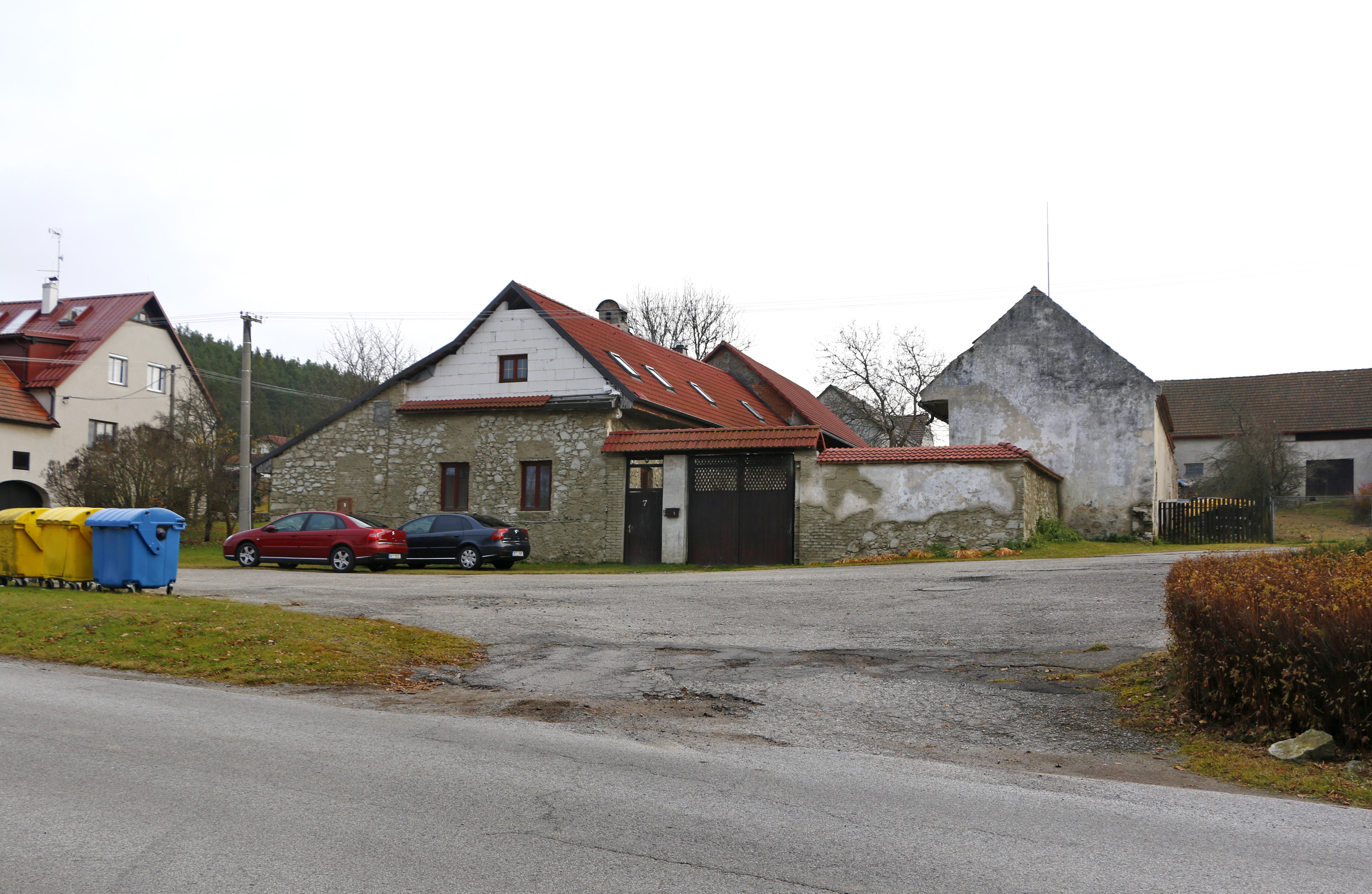
Náves
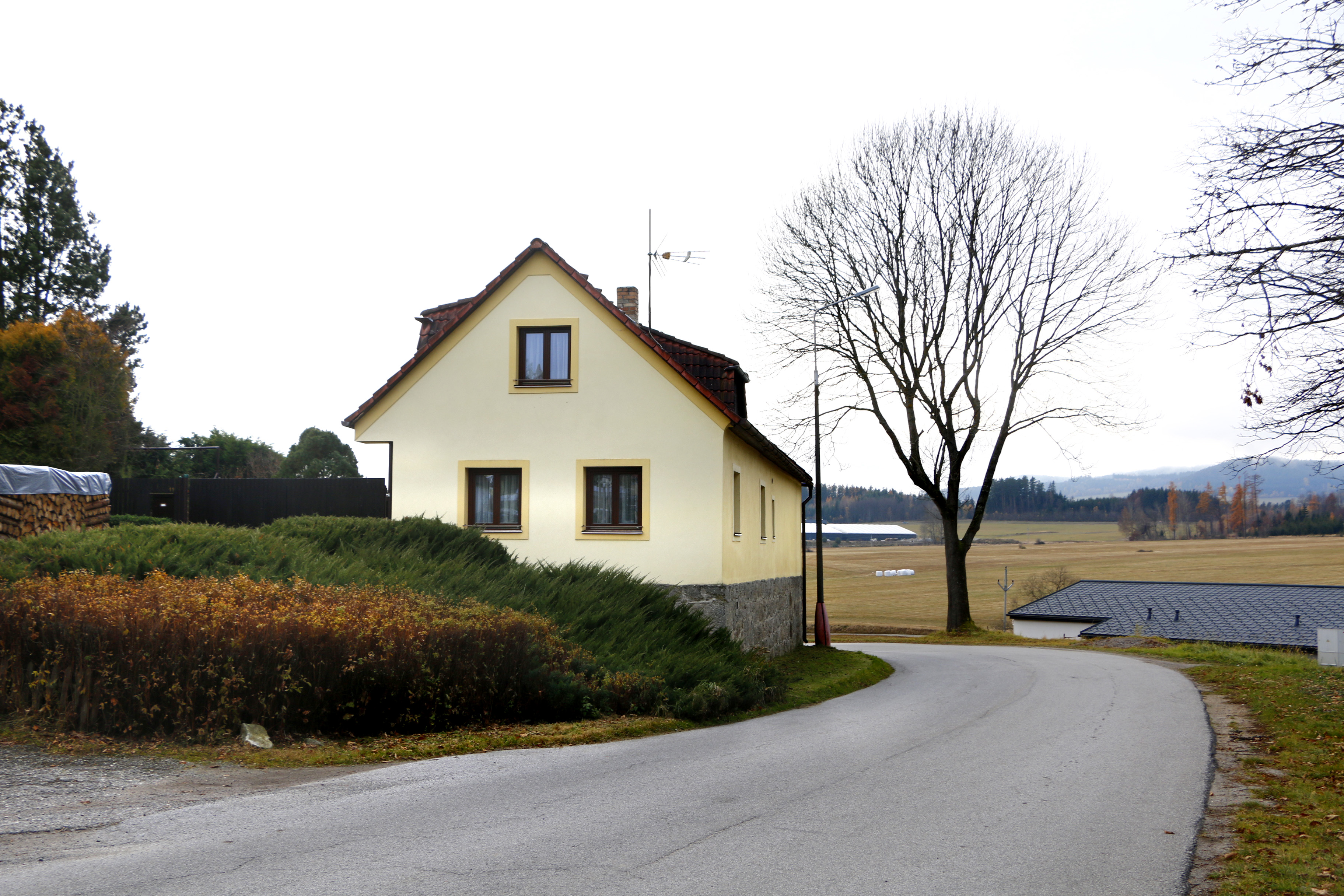
Silnice ke Kaplici